# Huon River
Huon River är ett vattendrag i Australien. Det ligger i kommunen Derwent Valley och delstaten Tasmanien, i den sydöstra delen av landet, omkring 85 kilometer väster om delstatshuvudstaden Hobart.
Genomsnittlig årsnederbörd är 920 millimeter. Den regnigaste månaden är juli, med i genomsnitt 114 mm nederbörd, och den torraste är februari, med 49 mm nederbörd.